# Mobula kuhlii
Mobula kuhlii, comúnmente conocida como móbula de aleta corta, es una especie de raya de la familia Mobulidae. Es endémica del Océano Índico y del Océano Pacífico centro-occidental. Se extiende desde Sudáfrica, Mozambique, Tanzania y las Seychelles en el oeste hasta Filipinas, Indonesia y Islas Salomón en el este, con la costa norte de Australia como límite sur.

## Tamaño
La móbula de aleta corta es una pequeña raya que crece hasta un ancho máximo de 120 cm (47 plg) y un peso de 30 kilogramos (66,1 lb). Es aplanado horizontalmente con un disco central ancho y la cabeza es corta con pequeñas aletas cefálicas. Las grandes aletas pectorales tienen puntas curvas y la aleta dorsal tiene una punta blanca. La cola no tiene espinas y es más corta que el cuerpo. La superficie dorsal de este pez es marrón y no presenta escamas placoides, y la superficie ventral es blanca.

## Alimentación
La Mobula kuhlii se alimenta de plancton y posiblemente también de pequeños peces y calamares. Recoge su alimento nadando con la boca abierta y pasando el agua por sus branquiespinas que filtran las partículas de alimento. Es un pez ovovivíparo y tiene la tasa de reproducción más baja de todos los elasmobranquios. El período de gestación es de uno año, generalmente consta de una sola descendencia y pueden tener intervalos de gestación de uno a tres años.

## Conservación
La Unión Internacional para la Conservación de la Naturaleza ha clasificado el estado de conservación de esta especie como en peligro de extinción. Esto se debe a que la móbula de aleta corta es objeto de pesquerías costeras tanto dirigidas como incidentales. Es vulnerable a la sobrepesca debido a su baja tasa de reproducción. Las pesquerías dirigidas se realizan en India, Sri Lanka y Tailandia, y esta raya se captura en Indonesia especialmente por sus branquiespinas que son valiosas por su uso en la medicina tradicional china. La carne se utiliza para el consumo humano, la piel se seca y se fríe y el cartílago se utiliza como relleno en la elaboración de sopa de aleta de tiburón